# Suède aux Jeux olympiques d'hiver de 1924
Cet article contient des informations sur la participation et les résultats de la Suède aux Jeux olympiques d'hiver de 1924 à Chamonix en France.
L'équipe de Suède olympique remporte trois médailles, lors de ces premiers Jeux olympiques d'hiver, se situant à la 7e place des nations au tableau des médailles.

## Liste des médaillés suédois

### Médailles d'or
- Patinage artistique
  - Individuel hommes : Gillis Grafström.

### Médailles d'argent
- Curling
  - Hommes : Suède I et Suède II.

## Résultats

### Hockey sur glace
Neuf nations s'inscrivent pour le tournoi de hockey sur glace. Cependant, suivant le retrait de l'Autriche, seul huit y prennent part, celles-ci étant réparties en deux groupes de quatre pour le premier tour dont les deux premiers se qualifient pour la Poule finale.

#### Tour préliminaire
| 28 janvier | Suède | 9-0 (3-0, 3-0, 3-0) | Suisse | Stade olympique |

| 29 janvier | Canada | 22-0 (5-0, 7-0, 10-0) | Suède | Stade olympique |

| 31 janvier | Suède | 9-3 (5-1, 1-1, 3-1) | Tchécoslovaquie | Stade olympique |

| Clt   | Équipe          | PJ | V | D | N | BP | BC | Pts |
| ----- | --------------- | -- | - | - | - | -- | -- | --- |
| +001, | Canada          | 3  | 3 | 0 | 0 | 85 | 0  | 6   |
| +002, | Suède           | 3  | 2 | 0 | 1 | 15 | 25 | 4   |
| +003, | Tchécoslovaquie | 3  | 1 | 0 | 2 | 14 | 41 | 2   |
| +004, | Suisse          | 3  | 0 | 0 | 3 | 2  | 53 | 0   |

- Qualifiés pour la Poule finale

#### Groupe final
| Rang | Équipes         | J | V | N | D | Buts | Dif | Pts |
| ---- | --------------- | - | - | - | - | ---- | --- | --- |
| 1    | Canada          | 3 | 3 | 0 | 0 | 47:3 | +44 | 6   |
| 2    | États-Unis      | 3 | 2 | 0 | 1 | 32:6 | +26 | 4   |
| 3    | Grande-Bretagne | 3 | 1 | 0 | 2 | 6:33 | -27 | 2   |
| 4    | Suède           | 3 | 0 | 0 | 3 | 3:46 | -43 | 0   |

| 1 février | États-Unis | 20-0 (5-0, 7-0, 8-0) | Suède | Stade olympique |

| 2 février | Grande-Bretagne | 4-3 (0-1, 2-2, 2-0) | Suède | Stade olympique |